# Gravesham
Gravesham est un district non-métropolitain et borough situé dans le nord-ouest du Kent en Angleterre. 
Ses frontières sont avec la Tamise au nord, les villes de Rochester et Medway à l'est, le borough de Tonbridge et Malling au sud et les boroughs de Sevenoaks et Dartford à l'ouest.
Gravesham Borough Council se tient à la mairie de Gravesend.

## Liste des six paroisses constituant le district
- Cobham
- Higham
- Luddesdown
- Meopham
- Shorne
- Vigo